# Neocoenyra masaica
Neocoenyra masaica är en fjärilsart som beskrevs av Robert H. Carcasson 1958. Neocoenyra masaica ingår i släktet Neocoenyra och familjen praktfjärilar. Inga underarter finns listade i Catalogue of Life.